# Contea di Scotland (Carolina del Nord)
La contea di Scotland in inglese Scotland County è una contea dello Stato della Carolina del Nord, negli Stati Uniti. La popolazione al censimento del 2000 era di 35 998 abitanti. Il capoluogo di contea è Laurinburg.